# Miami New Times

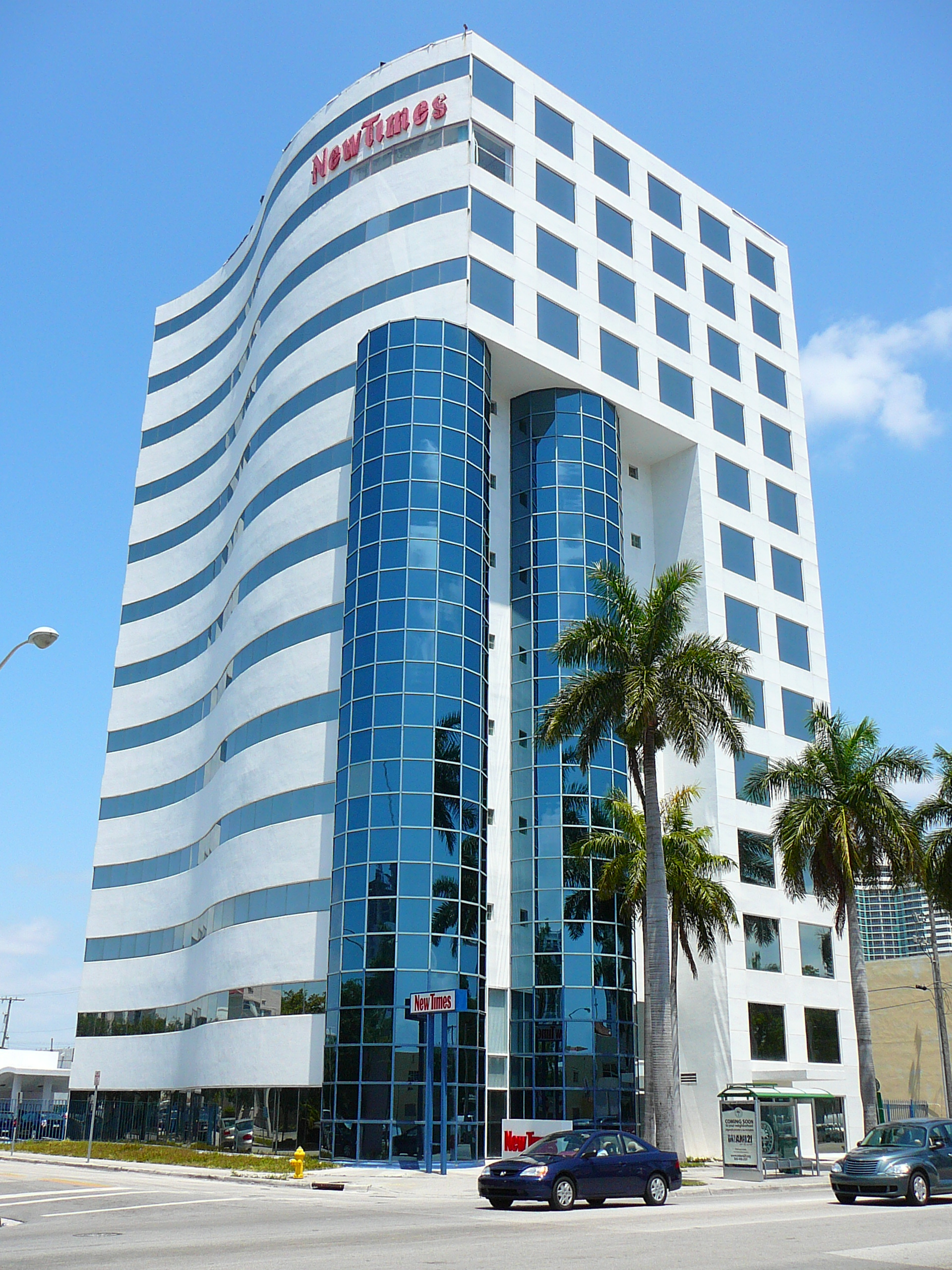
Gebäude der Miami New Times (2008)

Die Miami New Times ist eine kostenlose regionale US-amerikanische Wochenzeitung aus Miami, Florida. Sie wird jeden Donnerstag verteilt. Sie hat ihren Sitz im Wynwood Art District von Miami und wendet sich an die Bewohner der Umgegend des Miami-Dade County.
Sie gehört zu den bekanntesten der als alternative weeklies bezeichneten Publikationen.

## Übersicht
Die Zeitung wurde im Jahr 1987 von Village Voice Media, damals bekannt als New Times Media, aufgekauft, als sie eine vierzehntäglich erscheinende Publikation names Wave war.
Seit dem Jahr 2010 wird sie von Chuck Strouse, einem früheren Reporter des Miami Herald, herausgegeben.
Die Zeitung gewann verschiedene Preise, darunter den ersten Preis für Wochenzeitungen der Investigative Reporters and Editors 2007 für einen Bericht über die Julia Tuttle Causeway, eine Sexstraftäter-Einrichtung.
Im Jahr 2010 erhielt die Zeitung internationale Aufmerksamkeit, als sie einen Enthüllungsbericht von Brandon K. Thorp und Penn Bullock veröffentlichte, der von dem Anti-Schwulen-Aktivisten George Alan Rekers handelte, der für eine Reise durch Europa einen männlichen Prostituierten anheuerte.
Im September 2012 kauften die Village Voice Media-Angestellten Scott Tobias, Christine Brennan und Jeff Mars Anteile der Zeitung von den Gründern und bildeten die Voice Media Group.
Frühere Schreiber der Miami New Times waren die Autoren Steve Almond, Pete Collins, Jim DeFede, Robert Andrew Powell, Sean Rowe und Kirk Semple.